# Mistrovství Evropy v zápasu 1977
Mistrovství Evropy v zápasu 1977 pořádala evropská sekce Mezinárodní zápasnické federace (tehdy ještě FILA, později UWW) v těchto stylech:
- Zápas řecko-římský – Bursa, Turecko
- Zápas ve volném stylu – Bursa, Turecko

V Burse startovala v obou stylech celkem 212 zápasníků z 21 zemí. Pouze 6 zápasníků startovalo v obou stylech – dva Francouzi, dva Španělé a dva Švýcaři. Soutěž národů vyhráli s 8 tituly reprezentanti Sovětského svazu před Bulharskem.

## Zápas řecko-římský

### Informace a program turnaje
- seznam účastníků

- turnaj proběhl koncem měsíce května 1977

V klasickém stylu startovalo celkem 120 klasiků z 20 zemí. Soutěž národů vyhráli překvapivě reprezentanti Rumunska před Sovětským svazem a Maďarskem.

### Československá stopa
Reprezentační výběr klasiků se na mistrovství Evropy v Burse připravoval v Ostravě. Reprezentační trenér Kamil Odehnal stál před složitým rozhodnutím koho na turnaj nominovat. Dlouholetá opora reprezentace, teplický Miroslav Janota ukončil působení v reprezentaci. Největší hvězda týmu Vítězslav Mácha se trápil s vleklým zraněním kotníku. Opory reprezentace ostravský Josef Krysta (krční obratel) a trenčínští Zdeněk Chára a Jaroslav Meduna byli zranění. V nominaci na mistrovství Evropy se tak objevili Vladimír Kokoškov, Jiří Smékal (premiéra na velké akci) a Vladimír Romanovský (premiéra na velké akci). Otazník visel nad formou Vítězslava Máchy, který většinu přípravy prodělal na rehabilitacích.
- −48 kg – bez zastoupení, −52 kg – Vladimír Kokoškov (Baník Ostrava), −57 kg – bez zastoupení, −62 kg – Jiří Smékal (RH Praha), −68 kg – bez zastoupení, −74 kg – Vítězslav Mácha (Baník Ostrava), −82 kg – bez zastoupení, −90 kg – bez zastoupení, −100 kg – bez zastoupení, +100 kg – Vladimír Romanovský (VTŽ Chomutov)

Vítězslav Mácha opět potvrdil, že se umí soustředit na vrcholnou sportovní akci. Limitován zraněním kotníku získal svůj první titul mistra Evropy po takticky vyzrálém výkonu. Vladimír Kokoškov se probojoval do závěrečných kol, kde na své soupeře nestačil a obsadil čtvrté místo. Jiří Smékal a Vladimír Romanovský skončili svá snažení v prvních kolech.

### Výsledky klasického stylu
podrobné výsledky
| Kategorie | Zlato                      | Stříbro                    | Bronz                      |
| --------- | -------------------------- | -------------------------- | -------------------------- |
| -48 kg    | Constantin Alexandru (ROU) | Anatolij Bozin (URS)       | Wiesław Kuciński (POL)     |
| -52 kg    | Lajos Rácz (HUN)           | Nicu Gângă (ROU)           | Kamil Fatkulin (URS)       |
| -57 kg    | Pertti Ukkola (FIN)        | Farchat Mustafin (URS)     | Mihai Boţilă (ROU)         |
| -62 kg    | Ion Păun (ROU)             | Nelson Davidjan (URS)      | László Réczi (HUN)         |
| -68 kg    | Suren Nalbandjan (URS)     | Ștefan Rusu (ROU)          | Erol Mutlu (TUR)           |
| -74 kg    | Vítězslav Mácha (TCH)      | Klaus-Peter Göpfert (GDR)  | Janko Šopov (BUL)          |
| -82 kg    | Ion Draica (ROU)           | Savo Christov (BUL)        | Anatolij Nazarenko (URS)   |
| -90 kg    | Csaba Hegedűs (HUN)        | Frank Andersson (SWE)      | Ajrapet Minasijani (URS)   |
| -100 kg   | Nikolaj Balbošin (URS)     | Georgi Rajkov (BUL)        | Andrzej Skrzydlewski (POL) |
| +100 kg   | Nikola Dinev (BUL)         | Oleksandr Kolčinskij (URS) | Victor Dolipschi (ROU)     |

## Zápas ve volném stylu

### Informace a program turnaje
- seznam účastníků

- turnaj proběhl koncem měsíce května 1977

Ve volném stylu startovalo celkem 98 volnostylařů z 17 zemí. Soutěž národů vyhráli podle očekávání reprezentanti Sovětského svazu před Bulharskem.

### Československá stopa
Nominaci pro mistrovství Evropy v Burse byla sestavena po republikovém mistrovství v Prievidzi. Reprezentační trenér Ivan Kormaňák vybral čtveřici reprezentantů. Vedle opor Dana Karabina a Petra Drozdy vzal do Turecka i dva nováčky – devatenáctiletého Júliuse Strniska a teprve sedmnáctiletého Viliama Hönsche.
Dan Karabin a Petr Drozda absolvovali přípravu na mistrovství Evropy v rumunském Brašově pod vedením sovětského trenéra Batryna.
- −48 kg – bez zastoupení, −52 kg – bez zastoupení, −57 kg – bez zastoupení, −62 kg – Viliam Hönsch (Lokomotiva Košice), −68 kg – bez zastoupení, −74 kg – Dan Karabin (RH Praha), −82 kg – bez zastoupení, −90 kg – bez zastoupení, −100 kg – Július Strnisko (AC Nitra), +100 kg – Petr Drozda (RH Praha)

Petr Drozda po olympijském roce 1976 přešel z těžké váhy do supertěžké a na mistrovství Evropy předvedl velmi dobrý výkon. Po vítězstvím nad Maďarem Józsefem Ballou mu ke třetímu místo pomohl i volný los ve druhém kole. Dan Karabin začal ve své váze velmi dobře, ale podobně jako Kokoškov v klasickém stylu nezvládl finálová kola a obsadil čtvrté místo. Július Strnisko i Viliam Hönsch ukončili svá snažení v úvodních kolech.

### Výsledky volného stylu
podrobné výsledky
| Kategorie | Zlato                     | Stříbro                 | Bronz                   |
| --------- | ------------------------- | ----------------------- | ----------------------- |
| -48 kg    | Stojan Stojanov (BUL)     | Sergej Kornilajev (URS) | Gheorghe Rașovan (ROU)  |
| -52 kg    | Hartmut Reich (GDR)       | Alexandr Ivanov (URS)   | Władysław Stecyk (POL)  |
| -57 kg    | Viktor Alexejev (URS)     | Mehmet Selmanov (BUL)   | Fevzi Gökdoğan (TUR)    |
| -62 kg    | Vladimir Jumin (URS)      | Micho Dukov (BUL)       | Lajos Sándor (ROU)      |
| -68 kg    | Šaban Sejdiu (YUG)        | Mehmet Sari (TUR)       | Ihaku Gajdarbekov (URS) |
| -74 kg    | Petru Marta (URS)         | Reşit Karabacak (TUR)   | Emilian Cristian (ROU)  |
| -82 kg    | Ismail Abilov (BUL)       | Chasan Zandžijev (URS)  | Jan Górski (POL)        |
| -90 kg    | Anatolij Prokopčuk (URS)  | Šukri Ljutviev (BUL)    | İsmail Temiz (TUR)      |
| -100 kg   | Aslanbek Bisultanov (URS) | Mehmet Güçlü (TUR)      | Harald Büttner (GDR)    |
| +100 kg   | Vladimir Paršukov (URS)   | Marin Gerčev (BUL)      | Petr Drozda (TCH)       |